# Amb pedres a les butxaques
Amb pedres a les butxaques (original en anglès, Stones in His Pockets) és una obra de teatre de dos personatges escrita el 1996 per Marie Jones per a la companyia DubbleJoint Theatre de Dublín (Irlanda). Ha estat traduïda al català el 2001 per Roger Peña.
L'obra és una tragicomèdia sobre una petita ciutat rural d'Irlanda on molts dels municipis són extres en un pel·lícula de Hollywood. La història se centra en Charlie Conlon i Jake Quinn, que, com bona part de la ciutat, són empleats com a extres per a la filmació. El punt clau de l'obra és quan un adolescent local se suïcida, ofegant-se amb pedres a les butxaques, després que fos humiliat per una de les estrelles del cinema. El guió fa una crida al repartiment de dos per interpretar els 15 personatges (homes i dones), sovint canviant el gènere i la veu amb rapidesa i amb un mínim canvi de vestuari: un barret aquí, una jaqueta. La comèdia també deriva dels esforços de l'equip de producció per crear el "sentiment irlandès" adequat: un ideal romanticitzat que sovint entra en conflicte amb la realitat de la vida diària.
L'obra es va mostrar per primera vegada a Belfast el 1996 i va tenir èxit al West End de Londres. El repartiment original de Conleth Hill i Sean Campion després van portar l'espectacle a Broadway. Després d'haver guanyat el Premi Irish Times / ESB Irish Theatre a la millor producció el 1999, l'obra també va guanyar dos Premis Laurence Olivier el 2001 a la millor comèdia nova i millor actor (Conleth Hill).

## Resum de l'obra
El drama està ambientat en una ciutat rural del comtat de Kerry, a Irlanda, que és víctima d'un equip de pel·lícula de Hollywood. L'obra se centra al voltant de dos amics, Charlie Conlon i Jake Quinn, ocupats com a figurants a la pel·lícula. Charlie té aspiracions de convertir el seu guió en una pel·lícula. Jake ha tornat recentment de Nova York i està fascinat, juntament amb tots els altres, per la protagonista de la pel·lícula, Caroline. Caroline és una famosa i bonica estrella de cinema estatunidenca que no aconsegueix agafar amb èxit l'accent irlandès. Caroline i els altres membres de l'equip nord-americans no intenten retratar amb precisió la ciutat i la gent i només es preocupen per acabar la pel·lícula a temps. Ara els locals estan entusiasmats inicialment amb l'oportunitat de formar part d'una gran pel·lícula i distrets per la novetat. No obstant això, a mesura que la pel·lícula continua, comencen a sentir-se maltractats i el glamour comença a desgastar-se. Després d'una nit al pub, un adolescent local, Sean Harkin, és humiliat per Caroline i llançat al carrer per intentar socialitzar amb ella. El primer acte finalitza quan Sean se suïcida ofegant-se amb pedres a les butxaques. El segon acte continua la història amb el poble arrasat per la pèrdua. Jake comença a culpar-se per no ajudar el noi i Charlie intenta consolar-lo i deixar que no perdi l'esperança. Es produeix un conflicte quan l'equip de la pel·lícula està vacil·lant per deixar que els extres tinguin un descans per al funeral de Sean. Es fa encara més evident per a la ciutat que l'equip de la pel·lícula té la seva pròpia agenda i no li preocupa la gent. Jake i Charlie decideixen reescriure el guió de Charlie i escriure sobre la història de Sean. Presenten la seva idea al director nord-americà, qui els diu que la història no és prou romàntica ni comercial.

## Produccions
L'obra va començar com a producció de Dubbeljoint estrenant-se al West Belfast Festival l'agost de 1996: el repartiment original va ser Conleth Hill i Tim Murphy. L'escenografia, de Jack Kirwan, és senzilla: un teló enrere que representa el cel ennuvolat per sobre de les illes Blasket, una filera de sabates (que simbolitza la miríada de caràcters) i un maleter, una caixa i dos excrements. El disseny d'il·luminació va ser originalment de James C. McFetridge i aquest disseny va ser utilitzat tant en les versions del West End de Londres com en la de Broadway.
L'obra fou estrenada al Lyric Theatre de Belfast amb el recorregut inicial que va anar a la petita sala comunitària de la finca de Ballybean, East Belfast i al Culturlan, a Falls Road, de Belfast Occidental (on hi participaven aproximadament cinc persones). El guió fou modificat substancialment durant la reestrena per Marie Jones, Ian McElhinney i el repartiment es va reescriure regularment. L'espectacle es va traslladar a l'Edinburgh Fringe Festival el 1999. L'espectacle va tornar a Irlanda i va tenir una breu carrera a Dublín abans de traslladar-se al Tricycle Theatre de Londres, i després es va traslladar al New Ambassadors Theatre. al West End de Londres. L'espectacle, tanmateix, va tenir èxit, es va ampliar i es va traslladar al teatre del duc de York fins a la gira, on va romandre tres anys.
El repartiment original de Conleth Hill i Sean Campion van portar el'obra a Broadway i mentre l'obra encara es representava al West End, es va obrir un casting per interpretar Charlie i Jake, principalment Bronson Pinchot, Rupert Degas i Simon Delaney.
Va guanyar el Premi Irish Times / ESB Irish Theatre a la millor producció el 1999, va guanyar dos Premis Laurence Olivier el 2001 a la millor comèdia nova i millor actor (Conleth Hill) i també va ser nominat per a tres premis Tony en 2001.
El Gothenburg English Studio Theatre va fer una producció de Stones in His Pockets el 2009. Fou dirigida per Malachi Bogdanov amb Mike Rogers i Gary Whitaker.
Fou reestrenat al Tricycle Theatre el 2011, amb Jamie Beamish com Charlie i Owen McDonnell com Jake, i al de Tron, Glasgow el 2012 interpretats per Robbie Jack i Keith Fleming.
Pel 20è aniversari de la primera producció, The Dukes a Lancaster i The Theatre Chipping Norton van coproduir una producció itinerant que es va obrir a The Dukes el 25 de febrer de 2016 i va recórrer 35 llocs entre llavors i el 28 de maig de 2016. Charlie de Bromhead va interpretar Jake i Conan Sweeny va interpretar a Charlie.

## Representació en català
Fou traduïda al català com Amb pedres a les butxaques, sota la direcció de Roger Peña fou representada al Teatreneu de Barcelona del 26 de setembre de 2001 al 6 de gener de 2002 interpretada per Àlex Casanovas i Fermí Fernàndez. Després van fer una gira que va representar l'obra a Castelldefels el 15 de febrer de 2002.